# Поделе
Поделе (рум. Podele) — село у повіті Хунедоара в Румунії. Входить до складу комуни Лункою-де-Жос.
Село розташоване на відстані 316 км на північний захід від Бухареста, 23 км на північний захід від Деви, 100 км на південний захід від Клуж-Напоки, 125 км на схід від Тімішоари.

## Населення
За даними перепису населення 2002 року у селі проживали 322 особи, з них 320 осіб (99,4%) румунів. Рідною мовою 321 особа (99,7%) назвала румунську.